# 檀渓通
- 日本 > 愛知県 > 名古屋市 > 昭和区 > 檀渓通
- 日本 > 愛知県 > 名古屋市 > 瑞穂区 > 檀渓通

檀渓通（だんけいとおり）は愛知県名古屋市昭和区と瑞穂区にある町名。現行行政地名は檀渓通1丁目から檀渓通5丁目。住居表示未実施。

## 地理
名古屋市昭和区の中央部並びに瑞穂区の北部に位置し、愛知県道30号関田名古屋線の通り沿いに1丁目から南に向かって5丁目まで並列して設置されている。

### 河川
- 山崎川

#### 橋
- 石川橋

2003年（平成15年）11月から改築工事が行われ、翌年7月25日に新たな橋が開通している。欄干に桜のモチーフが施されている。

## 歴史

### 町名の由来
約300年ほど前、菩提所白林寺の住職であった檀渓和尚が当地で庵を建てて山崎川の景色を楽しんだ景勝地であることに由来する。

### 沿革
- 1931年（昭和6年）10月1日 - 中区広路町の一部より、同区檀渓通が成立[1]。
- 1933年（昭和8年）4月10日 - 広路町の一部を編入[1]。
- 1937年（昭和12年）10月1日 - 行政区変更に伴い、昭和区所属となる[1]。
- 1938年（昭和13年）12月1日 - 広路町の一部を編入[1]。
- 1956年（昭和31年）7月13日 - 一部が瑞穂区へ編入され、同区檀渓通が成立[1][3]。

## 世帯数と人口
2019年（平成31年）1月1日現在の世帯数と人口は以下の通りである。
| 昭和区 | 町丁   | 世帯数  | 人口    |
| ------ | ------ | ------- | ------- |
| 昭和区 | 檀渓通 | 817世帯 | 1,556人 |

## 学区
市立小・中学校に通う場合、学校等は以下の通りとなる。また、公立高等学校に通う場合の学区は以下の通りとなる。なお、小・中学校は学校選択制度を導入しておらず、番毎で各学校に指定されている。
| 区     | 丁目        | 小学校                                    | 中学校                                    | 高等学校 |
| ------ | ----------- | ----------------------------------------- | ----------------------------------------- | -------- |
| 昭和区 | 檀渓通1丁目 | 名古屋市立広路小学校 名古屋市立八事小学校 | 名古屋市立駒方中学校                      | 尾張学区 |
| 昭和区 | 檀渓通2丁目 | 名古屋市立広路小学校 名古屋市立八事小学校 | 名古屋市立駒方中学校                      | 尾張学区 |
| 昭和区 | 檀渓通3丁目 | 名古屋市立松栄小学校                      | 名古屋市立桜山中学校                      | 尾張学区 |
| 昭和区 | 檀渓通4丁目 | 名古屋市立松栄小学校                      | 名古屋市立桜山中学校                      | 尾張学区 |
| 昭和区 | 檀渓通5丁目 | 名古屋市立松栄小学校 名古屋市立八事小学校 | 名古屋市立桜山中学校 名古屋市立駒方中学校 | 尾張学区 |
| 瑞穂区 | 檀渓通5丁目 | 名古屋市立汐路小学校 名古屋市立陽明小学校 | 名古屋市立汐路中学校                      | 尾張学区 |

## 交通
- 愛知県道30号関田名古屋線

## 施設
- 名古屋檀溪通郵便局
- 名古屋トヨペット 檀渓通店
- 三菱UFJ銀行 石川橋支店

## その他

### 日本郵便
- 集配担当する郵便局は以下の通りである[WEB 10]。

| 区     | 町丁   | 郵便番号 | 郵便局     |
| ------ | ------ | -------- | ---------- |
| 昭和区 | 檀渓通 | 466-0842 | 昭和郵便局 |
| 瑞穂区 | 檀渓通 | 467-0021 | 瑞穂郵便局 |

### WEB
1. 1 2  “町・丁目(大字)別、年齢(10歳階級)別公簿人口(全市・区別)”.   名古屋市 (2019年1月23日). 2019年1月23日閲覧。
2. 1 2  “郵便番号”.  日本郵便. 2019年1月6日閲覧。
3. 1 2  “郵便番号”.  日本郵便. 2019年1月6日閲覧。
4. ↑  “市外局番の一覧”.   総務省. 2019年1月6日閲覧。
5. ↑  “昭和区の町名一覧”.   名古屋市 (2015年10月21日). 2019年1月12日閲覧。
6. ↑  “瑞穂区の町名一覧”.   名古屋市 (2015年10月21日). 2019年1月12日閲覧。
7. ↑  “瑞穂区の町名（た行）”.   名古屋市瑞穂区役所区政部地域力推進室地域力推進係 (2018年4月12日). 2021年8月3日閲覧。
8. ↑  “市立小・中学校の通学区域一覧”.   名古屋市 (2018年11月10日). 2019年1月14日閲覧。
9. ↑  “平成29年度以降の愛知県公立高等学校（全日制課程）入学者選抜における通学区域並びに群及びグループ分け案について”.   愛知県教育委員会 (2015年2月16日). 2019年1月14日閲覧。
10. ↑  郵便番号簿 平成29年度版 - 日本郵便. 2019年01月06日閲覧 (PDF)

### 新聞
1. 1 2  加藤美喜「装い一新洪水対策も 昭和区石川橋が開通 三世代夫婦ら渡り初め」『中日新聞』2004年7月26日。

### 書籍
1. 1 2 3 4 5 6  名古屋市計画局 1992, p. 795.
2. ↑  名古屋国際高等学校社会科教科会 1999, p. 226.
3. ↑  名古屋市計画局 1992, p. 803.